# Leptotarsus (Longurio) quadriniger
Leptotarsus (Longurio) quadriniger is een tweevleugelige uit de familie langpootmuggen (Tipulidae). De soort komt voor in het Oriëntaals gebied.